# Eucalyptus umbra
Espèce
Eucalyptus umbra est une espèce de plantes à fleurs du genre Eucalyptus et de la famille des Myrtaceae. C'est un arbre de la côte tropicale de Nouvelle Galles du sud et du sud-est du Queensland. Son écorce est rêche, épaisse, fibreuse et de couleur brun grisâtre. C'est un eucalyptus de taille moyenne, qui peut atteindre 25 m de haut. Il forme parfois des buissons sur des sols superficiels pauvres. Il pousse dans les forêts sclérophylles sèches, au nord de Port Jackson.

## Liste des sous-espèces
Selon World Checklist of Selected Plant Families (WCSP) (1 août 2013) :
- Eucalyptus umbra F.Muell. ex R.T.Baker (1901)

Selon Tropicos (1 août 2013) (Attention liste brute contenant possiblement des synonymes) :
- sous-espèce Eucalyptus umbra subsp. carnea (R. Baker) L.A.S. Johnson